# Hebius sangzhiensis
Hebius sangzhiensis — вид змій родини полозових (Colubridae). Описаний у 2019 році.

## Поширення
Ендемік Китаю. Відомий лише у типовому місцезнаходжені. Три змії виявлено у повіті Санчжи в провінції Хунань на півдні країни.